# Dolovi (Nikšić)
Pour les articles homonymes, voir Dolovi.
Dolovi (en serbe cyrillique: Долови) est un village de l'ouest du Monténégro, dans la municipalité de Nikšić.

## Démographie

### Évolution historique de la population[1]
| 1948 | 1953 | 1961 | 1971 | 1981 | 1991 | 2003 |
| ---- | ---- | ---- | ---- | ---- | ---- | ---- |
| 80   | 93   | 84   | 44   | 22   | 19   | 14   |